# Rodson Lima
Rodson Lima Silva (Taubaté, 23 de dezembro de 1962 — Taubaté, 28 de maio de 2013) foi um político, vidraceiro, motorista e eletricista brasileiro. Foi eleito vereador de sua cidade natal em 1996 e reeleito três vezes consecutivas, ocupando o cargo até 2012.

## Controvérsias
Durante uma viagem a Aracaju em 2011, ele declarou em seu Facebook que o povo brasileiro lhe dava uma "vida de príncipe" se referindo ao hotel de luxo em que estava hospedado com uso do dinheiro público.
Em abril de 2012, teve seu mandato e direitos políticos cassados por cinco anos por usar o carro oficial da Câmara Municipal de Taubaté indevidamente.

## Morte
Faleceu em 28 de maio de 2013, aos 50 anos. Apesar da causa não ter sido anunciada, ele sofria de câncer de rim e estava com a respiração debilitada.

## Performance nas eleições
| Eleição | Cargo                          | Votos  | Resultado |
| ------- | ------------------------------ | ------ | --------- |
| 1996    | Vereador de Taubaté            | 724    | Venceu    |
| 2000    | Vereador de Taubaté            | 1.173  | Venceu    |
| 2004    | Vereador de Taubaté            | 3.050  | Venceu    |
| 2006    | Deputado estadual de São Paulo | 16.585 | Perdeu    |
| 2008    | Vereador de Taubaté            | 3.043  | Venceu    |